# Where We Belong (chanson)
Pour l’article homonyme, voir Where We Belong.
Singles de Lostprophets
It's Not the End of the World, But I Can See It from Here
(2009) For He's A Jolly Good Felon
(2010)
Pistes de The Betrayed
It's Not the End of the World, But I Can See It from Here Next Stop, Atro City
Where We Belong est le second single du quatrième album The Betrayed du groupe gallois de rock alternatif Lostprophets.

## Clip vidéo
Il se compose de différentes séquences du groupe sur scène, au Centre Newport en août 2009, et en coulisses, semblable au clip de Goodbye Tonight. C'est la deuxième vidéo de Lostprophets où l'on voit leur actuel batteur Luke Johnson.

## Classements hebdomadaires
| Classement (2010)              | Meilleure position |
| ------------------------------ | ------------------ |
| Écosse (OCC)                   | 28                 |
| Royaume-Uni (UK Singles Chart) | 32                 |
| Royaume-Uni (UK Rock Chart)    | 1                  |